# Walter Model
Otto Moritz Walter Model (n. 24 ianuarie 1891, Genthin - d. 21 aprilie 1945 lângă Duisburg) a fost ofițer german, din 1944 general feldmareșal. El este cunoscut pentru luptele sale defensive din a doua jumătate a războiului, cea mai mare parte de pe Frontul de Est, dar și în vest, precum și pentru asocierea sa strânsă cu Adolf Hitler și nazismul. El a fost considerat cel mai bun tactician defensiv al Wehrmacht-ului.
Deși la începutul războiului a fost cunoscut ca un comandant agresiv de unități de tancuri, a devenit cunoscut ca practicant al războiului defensiv. Succesul său în fruntea armatei a 9-a în luptele de apărare din anii 1941-1942 i-au determinat cariera viitoare. Model a intrat în atenția lui Hitler înainte de cel de-Al Doilea Război Mondial, dar relația lor nu a devenit deosebit de strânsă până în 1942. Stilul său de luptă tenace și personalitatea sa agresivă a câștigat admirația lui Hitler, care în repetate rânduri a apelat la el să intervină în situații disperate, de unde și porecla sa de Pompierul lui Hitler.
În timpul celui de-al Doilea Război Mondial a primit comanda trupelor germane în Ofensiva din Ardeni. Walter Model era considerat ca un adept al lui Hitler. El se număra printre ofițerii germani care nu acceptau capitularea Germaniei. La data de 21 aprilie 1945 s-a împușcat într-o regiune împădurită situată între Duisburg și Ratingen. Corpul lui a fost exhumat în iulie 1955 și a fost îngropat în cimitirul eroilor din Vossenack (Hürtgenwald).